# Ирина Дукена Ласкарина
Ири́на Ду́кена Ласкари́на (греч. Ειρήνη Δούκαινα Λασκαρίνα, ум. ранее 1270) — старшая дочь никейского императора Феодора II Ласкариса и Елены Болгарской, жена царя Болгарии Константина Тиха.
В 1253 году Иоанн III Дука Ватац хотел выдать её за Михаила Палеолога. Но подозрения в отношении его лояльности династии Ласкаридов и суд над ним изменили намерения императора.
В конце 1257 или начале 1258 года была выдана замуж за болгарского царя Константина Тиха. Ему женитьба на внучке Ивана Асеня II позволила придать легитимность своей власти, он даже добавил к своему имени фамилию Асень.
После захвата власти Михаилом VIII Ирина прониклась к нему ненавистью, которая ещё усилилась после ослепления узурпатором её брата Иоанна IV. На некоторое время это привело к ухудшению византийско-болгарских отношений; Ирина даже пыталась убедить мужа напасть на Византию.
Умерла не позднее 1270 года. Детей в этом браке не было.